# Economía de México
La economía de México es una economía de mercado en vías de desarrollo orientada a las exportaciones. Es la 1.ª economía  de Hispanoamérica, la 2.ª de América Latina y la 3.ª economía (PPA) de mayor tamaño de América, después de Estados Unidos y Brasil. Según datos del INEGI el producto interior bruto del país cerró el 2023 con más de cien billones de pesos. El resultado anual del FMI colocó la economía mexicana como la 11.ª más grande del mundo y la 11.ª por PIB (nominal). Las agencias Moody's y Fitch IBCA le han otorgado grados de inversión a la deuda soberana de México.
De acuerdo con el Banco Mundial, su inflación a partir del 2000 cada sexenio ha variado con 8,96 %, 4,05 %, 3.57 %, 4.83 % de respectivamente a cada fin de gobierno.
Su actividad económica reside, predominantemente en las metrópolis, donde vive el 65,5 % de la población, dejando un sesgo muy contrastante en urbanidad y clases económicas (2020). Algunos de los retos para México son la modernización del sistema tributario y las leyes laborales, así como la reducción de la desigualdad.
La economía contiene una mezcla de industrias y sistemas agrícolas modernos y antiguos, ambos dominados cada vez más por el sector privado. Los gobiernos recientes han expandido la competencia en puertos marítimos, telecomunicaciones, la generación de la electricidad, la distribución del gas natural con el modernizar la infraestructura. Se trata de una economía orientada a las exportaciones, con un comercio exterior enmarcado en tratados de libre comercio (TLC) con más de cuarenta países, incluyendo a la Unión Europea, Japón, Israel y varios países de América Central y del Sur. El TLC más influyente es el Tratado de Libre Comercio de América del Norte (TLCAN), firmado en 1992 por los gobiernos de Estados Unidos, Canadá y México, y entrado en vigor en 1994. El 25 de enero de 2024, se acordó la modernización del tratado ahora llamado T-MEC.
La cumbre de inversión en México (Mexico Investment Summit) sucede en la Ciudad de México cubriendo las oportunidades y retos de desarrollo e inversión a través del capital privado, el capital emprendedor, la infraestructura, los bienes raíces, la agricultura, el turismo, la energía y los recursos naturales. En 2012 el monto de la inversión extranjera directa (IED) mermó un 34.9 % frente a la reportada en el mismo periodo de 2011.
México es la 10.º mayor economía de exportación en el mundo y la economía 28.º más compleja de acuerdo con el Índice de Complejidad Económica (ECI). En 2015, México exportó 391 000 millones USD e importó 377 000 millones USD, registrando un saldo comercial positivo de 14 400 millones USD. En 2017 el PIB de México fue de 1.14 billones USD y su PIB per cápita (PPA) fue de aproximadamente 17 000 USD.
México es uno de los países más desiguales del mundo. El 0,2% de la población posee el 60% de la riqueza del país, mientras que 46,8 millones de personas viven en la pobreza (2024)La desigualdad se considera el principal factor de la delincuencia en México.

## Historia
Después de cinco décadas de turbulencia política tras la independencia de México, las cuatro administraciones consecutivas del presidente Porfirio Díaz, durante el último cuarto del siglo XIX produjeron un crecimiento económico sin precedentes acompañado de inversión e inmigración extranjera, así como el desarrollo de un sistema ferroviario y la explotación de los recursos naturales del país. El producto interno bruto (PIB) per cápita a principios de la década de 1900 estaba a la par de Argentina y Uruguay, casi tres veces más que el de países como Brasil y Venezuela. El crecimiento económico anual promedio entre 1876 y 1910 fue de 3,3  %. Sin embargo, la represión política y la repetida reelección de Díaz, así como la enorme desigualdad del ingreso exacerbada por el sistema de la distribución de la tierra en grandes latifundios y haciendas donde trabajaban millones de campesinos en condiciones precarias fueron las principales causas que motivaron la Revolución mexicana, un conflicto armado que transformó radicalmente la estructura política, económica, social y cultural del país durante el siglo XX.
El periodo de 1930 a 1970 ha sido denominado denominado por historiadores económicos como el «Milagro Económico», una etapa de crecimiento económico acelerado estimulado por el modelo de industrialización por sustitución de importaciones (ISI) el cual protegió y promovió el desarrollo de la industria nacional. A través del modelo ISI, el país experimentó un auge económico en el que las industrias expandieron rápidamente su producción. Algunos cambios importantes en la estructura económica incluyeron la distribución de la tierra a campesinos bajo el concepto del ejido, la nacionalización de las industrias petrolera y ferroviaria, la incorporación de derechos sociales en la constitución, el nacimiento de grandes sindicatos de obreros y la modernización de la infraestructura. El PIB en 1970 era seis veces superior al de 1940, mientras que la población solo se duplicó en el mismo período. Para proteger la balanza de pagos, el gobierno ejerció políticas proteccionistas; además aumentó el crédito privado a la industria a través de Nacional Financiera (NAFINSA).
El modelo ISI llegó a su última expansión a finales de la década de 1960, culminando en el reconocimiento del desarrollo mexicano en la selección de la Ciudad de México como sede de los Juegos Olímpicos de Verano en 1968. Frente a una posible recesión económica, y al tratar de dar una respuesta a las demandas sociales de la población, durante la década de 1970 las administraciones de Luis Echeverría y José López Portillo trataron de reavivar la economía a la vez que introducían el desarrollo social en sus políticas lo cual requería un mayor gasto público. En la década de 1970 se formaron instituciones financieras del gobierno para apoyar a los trabajadores, como Infonavit y Fonacot. Con el descubrimiento de nuevos yacimientos petroleros, cuando los precios del petróleo se encontraban en máximos históricos y las tasas de interés en mínimos —incluso negativas—, el gobierno aceptó préstamos de los mercados internacionales para invertir en la compañía estatal petrolera Pemex, la cual parecía proveer un ingreso de largo plazo para financiar programas de bienestar social en un plan que se nombró «plan de desarrollo compartido». Estas políticas produjeron un aumento considerable del gasto social, y el entonces presidente López Portillo anunció que había llegado el tiempo para «administrar la prosperidad». El plan, sin embargo, trajo consigo un manejo inadecuado de los recursos e inflación.

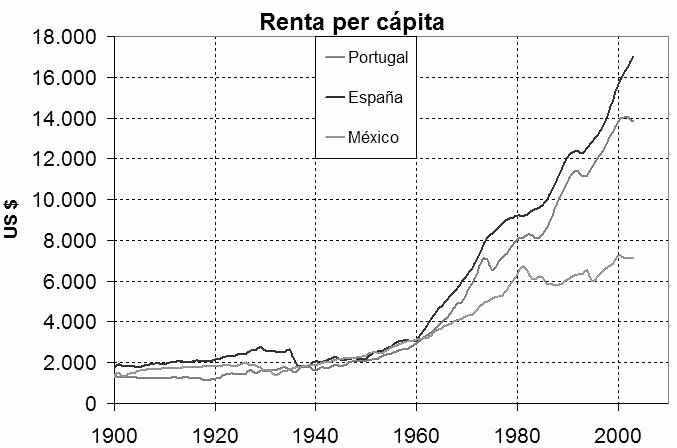
Comparación del PIB per cápita nominal de España, Portugal y México, durante el, basado en World Population, GDP and Per Capita GDP, 1-2003 AD.

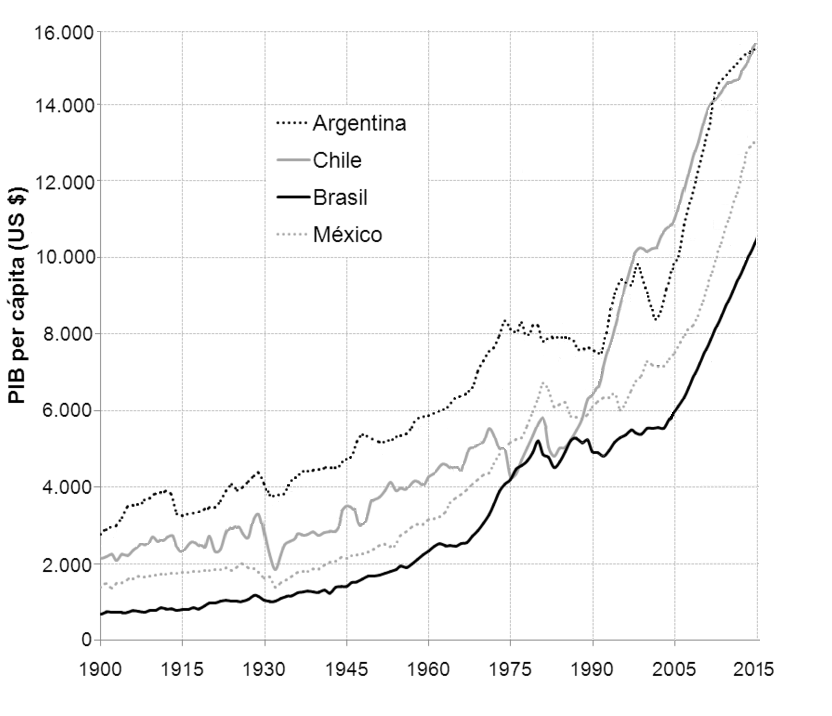
Comparación del PIB per cápita nominal de Argentina, Brasil, Chile y México, en el último siglo, basado en World Population, GDP and Per Capita GDP, 1-2010 AD.

En 1981 el panorama internacional cambió abruptamente: los precios del petróleo se desplomaron y las tasas de interés se incrementaron. En 1982, López Portillo, antes de terminar su administración suspendió los pagos de la deuda externa, devaluó el peso mexicano y nacionalizó el sistema bancario junto con otras industrias afectadas por la crisis. Historiadores económicos han argumentado que el modelo ISI, que había producido el crecimiento industrial en décadas anteriores, sobreprotegió a sectores clave de la economía, haciéndolos poco competitivos.
El próximo presidente, Miguel de la Madrid, fue el primero en implementar una serie de reformas de carácter neoliberal. Después de la crisis de 1982, pocas organizaciones internacionales estaban dispuestas a conceder préstamos a México, de modo que para alcanzar un balance de cuenta corriente ajustado, el gobierno recurrió a continuas devaluaciones, las cuales produjeron altos índices de inflación, que llegaron hasta el 159,7 % anual en 1987. Algunos efectos de las políticas de su administración fueron un incremento en el déficit público y el crédito interno.
El primer paso hacia la liberalización del comercio fue la admisión de México al GATT en 1986. Durante la administración de Carlos Salinas de Gortari, la mayor parte de las empresas paraestatales mexicanas fueron privatizadas con la notable excepción de la industria petrolera y energética (protegidas constitucionalmente). En 1992 se firmó el Tratado de Libre Comercio de América del Norte entre los Estados Unidos, Canadá y México, el cual entró en vigor el 1 de enero de 1994. Salinas también introdujo controles de incrementos de precio estrictos y negoció aumentos salariales muy pequeños, con el fin de reducir la inflación. Aunque la estrategia la inflación se redujo a un solo dígito, el crecimiento económico anual tan solo promedió 2.8 % y la desigualdad del ingreso se incrementó. Con una política de tasa de cambio fija, el peso se sobrevaloró a la vez que el consumo aumentó rápidamente, provocando un déficit en la cuenta corriente del 7 % del PIB en 1994. La deuda pública incluyó un nuevo mecanismo denominado tesobonos, que aseguraba su pago en dólares. El levantamiento del Ejército Zapatista de Liberación Nacional, el asesinato del candidato presidencial Luis Donaldo Colosio, así como del procurador de justicia encargado del caso, enviaron señales negativas a los inversores, que vendieron rápidamente los tesobonos vaciando las reservas del Banco de México, y la inversión en cartera, que representaba el 90 % de los flujos totales de inversión, salió del país tan rápido como había entrado. Esta situación condujo al presidente entrante, Ernesto Zedillo, a abandonar la tasa de cambio fija, en un evento que su predecesor llamó el «error de diciembre». El peso se devaluó rápidamente, y el país entró en recesión en 1995. El crecimiento de las exportaciones, aunado al paquete de emergencia aprobado por el presidente estadounidense Bill Clinton, amortiguaron la crisis. En menos de 18 meses la economía creció nuevamente, y el crecimiento promedio anual del PIB fue de 5.1 % entre 1995 y 2000. No obstante, los drásticos efectos de la crisis, en el poder adquisitivo, y en el sistema bancario, durarían años posteriores, ya que las tasas de interés superaron el 100 % durante los primeros seis meses de la crisis. El especialista de los cárteles de drogas Jean-François Boyer señala que en el México de Carlos Salinas de Gortari, «las privatizaciones del período 1989-1995 (…) permitieron que los narcos, con la complicidad del Estado y de los narcopolíticos, se convirtieran en un poder económico legal».
Los presidentes Ernesto Zedillo y Vicente Fox continuaron con la liberalización comercial y durante sus administraciones se firmaron diversos tratados de libre comercio con países latinoamericanos y europeos, con Japón e Israel, y mantuvieron una baja tasa de inflación, aunque redujeron poco la desigualdad del ingreso y la brecha entre los estados ricos del norte y el sur, la clase urbana y la rural. Durante este periodo, México se convirtió en uno de los países más abiertos al libre comercio y la base económica se ha reconfigurado en consecuencia. El comercio con los Estados Unidos se triplicó desde la firma del TLCAN. La inversión extranjera ahora es en su mayoría inversión extranjera directa.
Debido a los continuos problemas financieros del gobierno no se puede subsidiar adecuadamente las universidades (o la investigación básica que proporcione el empleo completo para científicos e ingenieros mexicanos, y que en última instancia se mejore la economía nacional). El Colegio de la Frontera Norte en Tijuana hizo una evaluación que estimaba que más de 100 000 de los inmigrantes ilegales que entran a los Estados Unidos cada año tienen un grado universitario.

Trayectoria de la economía Mexicana de acuerdo al Banco Mundial (1990-2022)

## Economía de México a nivel continental
Según su tamaño, la economía de México se sitúa como la segunda economía de América Latina. 

## Indicadores macroeconómicos, financieros y de bienestar

Desempleo en México por estado en diciembre de 2011.
≤2.5 %
≤3.0 %
≤3.5 %
≤4.0 %
≤4.5 %
≤5.0 %
≤5.5 %
≤6.0 %
>6.1 %

| ≤2.5 % ≤3.0 % ≤3.5 % | ≤4.0 % ≤4.5 % ≤5.0 % | ≤5.5 % ≤6.0 % >6.1 % |

### Indicadores básicos
El producto interior bruto de México en paridad de poder adquisitivo (PPA) se estimó en 2023, según datos del FMI, en 3.280 billones USD y en 1.790 billones USD en tasas de cambio nominal, siendo la segunda economía más grande de América Latina. En tanto que el PIB per cápita en PPA fue de 24 980 USD y de 13 640 USD en valores nominales.
El PIB per cápita mexicano en valores nominales para 2023 fue de 13 954 USD, de acuerdo a la CEPAL, siendo el décimo segundo más alto de América Latina, por debajo de países como Argentina, Costa Rica y Chile.
Conforme a datos del Banco Mundial, el ingreso nacional bruto mexicano medido en tasas de cambio del mercado fue en 2005 el más grande de Latinoamérica, calculado en 753 394 millones USD. Además ese año tuvo el ingreso nacional bruto per cápita más elevado de la región de 7 310 USD, consolidándose como un país de ingreso medio-alto.
Después de una contracción de 8.6% del PIB Nominal a causa de la pandemia de COVID-19 en 2020, el país se ha recuperado y ha crecido un 5.7, 3.9 y 3.2 % en el 2021, 2022 y 2023. Estimando el FMI una desaceleración del PIB para 2024 y 2025.  
La moneda mexicana es el peso mexicano (ISO 4217: MXN; símbolo: $). Un peso está dividido en cien centavos (símbolo ¢). MXN reemplazó al MXP en 1993 a razón de 1000 MXP por 1 MXN. La tasa de cambio ha permanecido estable desde 1998, oscilando entre los 9.20 y 11.50 MXN por 1 USD. Las tasas de interés interbancario en febrero del 2007 se situaban alrededor del 7 %, llegando a mínimos históricos el 2002 debajo del 5 %. Las tasas de inflación también están en mínimos históricos: el 2006 la inflación fue del 4.05 %. La tasa de desempleo abierto o desocupación es de 3.2 %, muy bajo comparado con el resto de los países de la OCDE, sin embargo, la subocupación se sitúa en el 25 %.
En el 2006, la ONU reportó el índice de desarrollo humano de México en 0.775, situado en la posición número 61 a nivel mundial en el grupo de países de alto desarrollo humano. Asimismo, el 7 de enero de 2010 el Banco de México reveló el dato para la inflación en el país al cerrar 2009, la cual se ubicó en 3.57 %, el dato más bajo desde 2005 cuando se ubicó en 3.33 %.
| Año  | PIB PPA (miles de mdd) | PIB PPA per cápita | Crecimiento del PIB | Tasa de inflación | Desempleo | Deuda pública |
| 1980 | 403.6                  | 5818               | 9.5 %               | 26.5 %            | 1.2 %     | n/a           |
| 1981 | 478.8                  | 6745               | 8.5 %               | 27.9 %            | 0.9 %     | n/a           |
| 1982 | 505.9                  | 6968               | -0.5 %              | 59.2 %            | 4.2 %     | n/a           |
| 1983 | 507.6                  | 6841               | -3.5 %              | 101.8 %           | 6.1 %     | n/a           |
| 1984 | 543.5                  | 7172               | 3.4 %               | 5.6 %             | n/a       | n/a           |
| 1985 | 573.2                  | 7409               | 2.2 %               | 57.8 %            | 4.4 %     | n/a           |
| 1986 | 566.7                  | 7180               | -3.1 %              | 86.4 %            | 4.3 %     | n/a           |
| 1987 | 591.2                  | 7344               | 1.7 %               | 132.0 %           | 3.9 %     | n/a           |
| 1988 | 619.8                  | 7550               | 1.3 %               | 113.5 %           | 3.5 %     | n/a           |
| 1989 | 670.3                  | 8008               | 4.1 %               | 19.5 %            | 2.9 %     | n/a           |
| 1990 | 731.1                  | 8397               | 5.2 %               | 26.7 %            | 2.7 %     | n/a           |
| 1991 | 787.2                  | 8882               | 4.2 %               | 22.6 %            | 2.7 %     | n/a           |
| 1992 | 833.7                  | 9250               | 3.5 %               | 15.5 %            | 2.8 %     | n/a           |
| 1993 | 876.9                  | 9573               | 2.7 %               | 9.8 %             | 3.4 %     | n/a           |
| 1994 | 939.8                  | 10 099             | 4.9 %               | 7.0 %             | 3.7 %     | n/a           |
| 1995 | 899.0                  | 9515               | −6.3 %              | 35.1 %            | 6.2 %     | n/a           |
| 1996 | 977.5                  | 10 195             | 6.8 %               | 34.4 %            | 5.5%      | 44.7 %        |
| 1997 | 1062.2                 | 10 928             | 6.8 %               | 20.6 %            | 3.7 %     | 40.9 %        |
| 1998 | 1129.2                 | 11 466             | 5.2 %               | 15.9 %            | 3.2 %     | 42.0 %        |
| 1999 | 1178.0                 | 11 815             | 2.8 %               | 16.6 %            | 2.5 %     | 44.7 %        |
| 2000 | 1264.4                 | 12 532             | 4.9 %               | 9.5 %             | 2.2 %     | 40.6 %        |
| 2001 | 1288.0                 | 12 612             | −0.4 %              | 6.4 %             | 2.8 %     | 39.4 %        |
| 2002 | 1307.2                 | 12 641             | 0.0 %               | 5.0 %             | 3.0 %     | 41.7 %        |
| 2003 | 1352.6                 | 12 916             | 1.4 %               | 4.5 %             | 3.4 %     | 40.2 %        |
| 2004 | 1444.3                 | 13 631             | 3.9 %               | 4.7 %             | 3.4 %     | 40.2 %        |
| 2005 | 1525.1                 | 14 234             | 2.3 %               | 4.0 %             | 3.5 %     | 38.5 %        |
| 2006 | 1642.7                 | 15 153             | 4.5 %               | 3.6 %             | 3.5 %     | 37.4 %        |
| 2007 | 1725.1                 | 15 713             | 2.3 %               | 4.0 %             | 3.6 %     | 37.2 %        |
| 2008 | 1779.0                 | 15 984             | 1.1 %               | 5.1 %             | 3.9 %     | 42.5 %        |
| 2009 | 1697.7                 | 15 044             | −5.3 %              | 5.3 %             | 5.3 %     | 43.7 %        |
| 2010 | 1806.5                 | 15 811             | 5.1 %               | 4.2 %             | 5.3 %     | 42.0 %        |
| 2011 | 1911.3                 | 16 522             | 3.7 %               | 3.4 %             | 5.2 %     | 42.9 %        |
| 2012 | 2017.5                 | 17 235             | 3.6 %               | 4.1 %             | 4.9 %     | 45.9 %        |
| 2013 | 2077.8                 | 17 549             | 1.4 %               | 3.8 %             | 4.9 %     | 45.9 %        |
| 2014 | 2175.2                 | 18 170             | 2.8 %               | 3.8 %             | 4.8 %     | 48.9 %        |
| 2015 | 2270.7                 | 18 765             | 3.3 %               | 2.7 %             | 4.4 %     | 52.9 %        |
| 2016 | 2366.7                 | 19 356             | 2.9 %               | 2.8 %             | 3.9 %     | 56.8 %        |
| 2017 | 2458.4                 | 19 927             | 2.1 %               | 6.0 %             | 3.4 %     | 54.1 %        |
| 2018 | 2571.6                 | 20 616             | 2.0 %               | 4.9 %             | 3.3 %     | 53.6 %        |
| 2019 | 2658.0                 | 20 868             | -0.1 %              | 3.6 %             | 3.4 %     | 53.3 %        |
| 2020 | 2440.0                 | 19 130             | -8.2 %              | 3.1 %             | 4.4 %     | 60.6 %        |
| 2021 | 2613.7                 | 20 270             | 5.8 %               | 3.5 %             | 3.6 %     | 60.5 %        |
| 2022 | 3060.0                 | 23 550             | 3.9 %               | 7.8 %             | 3.3 %     | 54.1 %        |
| ---- | ---------------------- | ------------------ | ------------------- | ----------------- | --------- | ------------- |

### Pobreza

Este mapa representa el porcentaje de población en pobreza por estado.
0 % a 10 %
10 % a 20 %
20 % a 30 %
30 % a 40 %
40 % a 50 %
50 % a 60 %
60 % a 70 %
70 % a 80 %

Después de la crisis de 1994, el 50 % de la población cayó en pobreza. Un crecimiento rápido de las exportaciones propiciado por el NAFTA y otros acuerdos comerciales, así como la reestructuración de las finanzas macroeconómicas iniciadas durante la administración de Zedillo y conservadas durante la administración de Fox, tuvieron resultados significativos en la reducción de la tasa de pobreza. De acuerdo con el Banco Mundial, la pobreza extrema se redujo a 17.6 % en el 2004. La mayor parte de esta reducción se logró en las comunidades rurales donde la tasa de pobreza extrema se redujo de 42 % al 27.9 % entre 2000 y 2004, ya que la pobreza urbana se estancó en 11 %. A partir del 2004 la pobreza nuevamente se incrementó, para el 2011 el 36.3 % de los mexicanos vivían en pobreza, casi siete puntos porcentuales más respecto al 29.4 % de la población latinoamericana, a su vez la indigencia representó 13.3 % de la población total, más de cuarenta millones de mexicanos viven bajo la línea de pobreza y más de catorce millones bajo la línea de indigencia. En 2015 la economía mexicana tuvo un bajo desempeño, principalmente en el sector comercial y de servicios, de acuerdo con informes de la Comisión Económica para la región (Cepal) México fue uno de los tres únicos países con el porcentaje más bajo en disminución de la pobreza de América Latina y el Caribe. De acuerdo con el informe Panorama social de América Latina 2014, la cifra de pobreza del año anterior se traduce en 16.7 millones de personas que viven en esta condición, lo que significa cinco millones de pobres más que en el 2012. Honduras y El Salvador registraron la misma tasa de reducción de la pobreza multidimensional, integrada por aspectos monetarios y no monetarios del bienestar, de acuerdo con la secretaría general de la Cepal, Alicia Bárcena.

### Desigualdades
En México la desigualdad es grande pero escurridiza. Los ricos mexicanos han aprendido a vivir aislados. Los vecindarios de clase alta rara vez colindan con pobres. Los ricos tienden a estar rodeados de clases medias altas y los pobres de clases medias bajas. Por eso, la desigualdad en México se vive como un gradiente y no como una discontinuidad. Así, aunque México es uno de los países más desiguales del mundo, las personas rara vez experimentan esta desigualdad.

### Remesas
Las remesas, contribuciones enviadas por los mexicanos que trabajan en el extranjero, siendo la mayoría proveniente de los Estados Unidos, a sus familias en México son una fuente substancial y creciente de la economía mexicana, estimadas en dieciocho mil millones de USD en el 2005, siendo así el tercer país que más remesas recibe, solo superado por India y China. Para 2004 se habían convertido en la segunda fuente de ingreso extranjero después de las ventas de exportaciones de petróleo, equivalentes a la misma cantidad que entró de inversión extranjera directa (IED), y superior a los ingresos derivados del turismo, representando el 2.5 % del PIB nacional. El crecimiento de las remesas ha sido acelerado: se han duplicado desde 1997. Se registraron más de 41 millones de transacciones de remesas el 2003, de las cuales el 86 % se hicieron de manera electrónica.
Se estima que la mitad o más de los inmigrantes mexicanos a los Estados Unidos no son legales, y no tienen acceso a los canales formales de transferencia usualmente bloqueados para los inmigrantes ilegales ya que no cuentan con documentos de identificación aprobados. El gobierno mexicano, consciente de la rentabilidad económica de los trabajadores inmigrantes, creó la Matrícula Consular de Alta Seguridad (MCAS), un documento de identidad que emiten los consulados mexicanos. Este documento ya se acepta como carnet de identificación en treinta y dos estados norteamericanos, y en miles de agencias policíacas, cientos de ciudades y condados, así como por varias instituciones bancarias.
Los principales estados receptores de remesas en 2004 fueron Michoacán, Guanajuato, Jalisco, México y Puebla, los cuales capturaron en conjunto el 45 % del total de las remesas de ese año. Diversos gobiernos estatales, con el apoyo del gobierno federal, han implementado programas que utilizan parte de las remesas que contribuyen voluntariamente las familias receptoras para financiar obras públicas. Este programa, denominado Dos por Uno está diseñado para que por cada peso que contribuyan voluntariamente las familias de los migrantes, el estado y el gobierno federal ponen dos pesos para la construcción de infraestructura en sus comunidades.
En 2011 México fue uno de los principales destinos junto con Colombia y los países de Centroamérica. En México estos flujos totalizaron 22 700 millones de dólares, y en 2010 totalizó 21 200 millones de dólares.
En 2015 entraron en México remesas por valor de 26 171.3 millones de dólares, 1711.3 millones de dólares más que en 2014, mientras las remesas enviadas supusieron 2751.8 millones de dólares. Está entre los diez países que más remesas reciben del mundo.
México es un país netamente receptor de remesas, ya que la cantidad de remesas recibidas es superior a la de remesas enviadas.
La diferencia entre las remesas recibidas y las enviadas es muy significativa, ingresa en concepto de remesas, que envían sus emigrantes mexicanos desde el extranjero, 9.5 veces más dinero del que sus inmigrantes envían a sus países de origen.
México recibe remesas de los emigrantes mexicanos que viven principalmente en Estados Unidos, Canadá y España, mientras que desde el país los inmigrantes envían remesas, en menor cuantía, principalmente hacía Estados Unidos, Guatemala y España.

### Economías regionales

Mapa de los Estados Unidos Mexicanos indicando IDH (2019)
0.800 – 1.000 (Muy alto)
0.700 - 0.799 (Alto)

La disparidad regional y la distribución de la riqueza continúan siendo un problema grave en México. Aunque todos los estados de la federación tienen un IDH superior al 0.7 (desarrollo medio y alto), los estados del norte, centrales y del sureste tienen niveles de desarrollo superior a los estados del sur. Chihuahua, Jalisco, Tamaulipas, Querétaro, Colima, Coahuila, Nuevo León, y la Ciudad de México tienen niveles de IDH similares al de países europeos, mientras que Oaxaca y Chiapas, a los de Burundi o Kenia. La mayoría de las entidades federativas con desarrollo alto (superior al 0.8) se encuentran en la región norte, además de Jalisco, Aguascalientes, la Ciudad de México, Querétaro y los estados orientales de Quintana Roo y Campeche. Los estados menos desarrollados (con niveles de desarrollo medio, mayor al 0.7) se encuentran en la costa del Pacífico sur, con excepción de Veracruz que se localiza en la costa del Golfo de México. A nivel nacional la desigualdad es aún mayor: la Alcaldía Benito Juárez y Miguel Hidalgo tienen un IDH similar al de Alemania, mientras que el municipio de Metlatónoc en Guerrero, tiene un IDH similar al de República del Congo.
En términos de la participación sectorial por entidad federativa (en el 2018) como porcentaje del PIB nacional, los mayores contribuidores en agricultura fueron Jalisco (12.5 %), Michoacán (10.1 %) y Veracruz (7.4 %); los mayores contribuidores en producción industrial fueron Nuevo León (9.4 %), Estado de México (7.3 %), Jalisco (6.8 %) y Coahuila (6.3 %); y en el sector de los servicios fueron Ciudad de México (23.1 %), Estado de México (9.9 %), Nuevo León (7.1 %) y Jalisco (6.9 %). Hasta antes de la década de 1980 la economía había estado en su mayor parte centralizada en la capital del país; desde entonces, la economía se ha descentralizado paulatinamente. A pesar de ello, todavía produce el 16.4 % del PIB nacional. Los estados con las tasas de crecimiento del PIB anual (2018) más altas fueron Baja California Sur (17.2 %), Quintana Roo (5.1 %) y Oaxaca (4.7 %) En el 2000 las entidades federativas con el PIB per cápita más elevado fueron la Ciudad de México (17 696 USD), Campeche (13 153 USD) y Nuevo León (13 033 USD); los estados con los niveles de PIB per cápita más bajos fueron Chiapas (3302 USD), Oaxaca (3489 USD) y Guerrero (4112 USD).
Otros centros notables de empleo son los complejos industriales portuarios de Lázaro Cárdenas y Altamira, la zona fronteriza en donde se ha instalado la industria maquiladora en Ciudad Juárez, Tijuana, Reynosa y Matamoros, y el desarrollo de la actividad petrolera en Campeche, Ciudad del Carmen, Coatzacoalcos y Tampico.

### Estados de México por PIB
De acuerdo con los datos de 2018 del Instituto Nacional de Estadística y Geografía, los estados que mayor participación del producto interno bruto nacional tienen son Ciudad de México, Estado de México, Nuevo León, Jalisco y Veracruz.

### Inversión extranjera directa
En 2000 y 2001, México fue el recipiente más grande de IED (22 500 millones USD) en América Latina y uno de los cuatro más grandes del mundo. Entre enero de 1999 y marzo de 2008, la economía mexicana ha captado flujos de IED por un monto de 192 831.7 millones USD, de los cuales 102 460.1 millones USD corresponden a Nuevas Inversiones; 30 592.2 millones USD a Reinversión de Utilidades; y, 59 779.4 millones USD de Cuentas entre compañías. De enero a junio de 2020, México registró 17 969.3 millones USD, a través de reinversión de utilidades (53.5 %), por inversiones nuevas (16.9 %), y por cuentas entre compañías (29.6 %)
Por sector de la economía, los últimos datos que se tienen son al 16 de agosto de 2020, los flujos de IED captados por México se han canalizado a industrias manufactureras (43.2 %), servicios financieros y de seguros (15.4 %), transportes (14.1 %), comercio (6.6 %), minería (4.9 %), generación, transmisión y distribución de energía eléctrica (4.8 %), y otros sectores restantes (11.0 %). A su vez, durante el periodo 2020-2T los flujos de IED han provenido principalmente de Estados Unidos (38.6 %), Canadá (19.1 %), España (11.2 %), Alemania (6.8 %), y Reino Unido (3.3 %).
La IED de los Estados Unidos a México se concentra en los sectores financieros y la manufactura (sobre todo en maquiladoras o plantas de ensamble).

### Clasificación de ciudades mexicanas
En cuanto al posicionamiento de las ciudades en la economía nacional destacan la Ciudad de México, catalogada como la octava ciudad más rica del mundo en 2005. Dentro de la clasificación de las 'Ciudades Americanas del Futuro 2011-12, apartado América Latina', un estudio realizado por la revista FDI Magazine, se encuentra la ciudad de Monterrey en la tercera posición y la ciudad de Guadalajara en la sexta posición. En el mismo estudio la ciudad de Querétaro fue la cuarta posición en Latinoamérica en Potencial Económico para ciudades grandes. Guadalajara también tuvo la distinción de ciudad financiera de Latinoamérica en el 2007.
La ciudad de Tijuana cuenta con uno de los más altos ingresos de moneda extranjera en el país, y es la sexta ciudad más poblada de México, al conservar la frontera más grande y concurrida del mundo y estar dotada de grandes entradas de divisas gracias a los miles de turistas extranjeros que diariamente cruzan la frontera, es dueña de los más altos índices de capital de importaciones. Querétaro se posicionó en el decimotercer lugar de la clasificación para el año 2006 a nivel Latinoamérica, mientras que Puebla figuró en el decimoctavo; ciudades que figuraban en el cuarto y quinto lugar a nivel nacional respectivamente.

## Componentes de la economía
El sector de los servicios es el componente más grande del PIB: 65 %, seguido del sector industrial en 31 % (est. 2009). El sector agrícola solo representa el 4 % del PIB. La fuerza laboral se ha estimado en cuarenta y siete millones (est. 2009) de personas de los cuales el 13.7 % está empleada en la agricultura, el 23.4 % en la industria y el 62.9 % en el sector de los servicios (2005).

### Producción agropecuaria

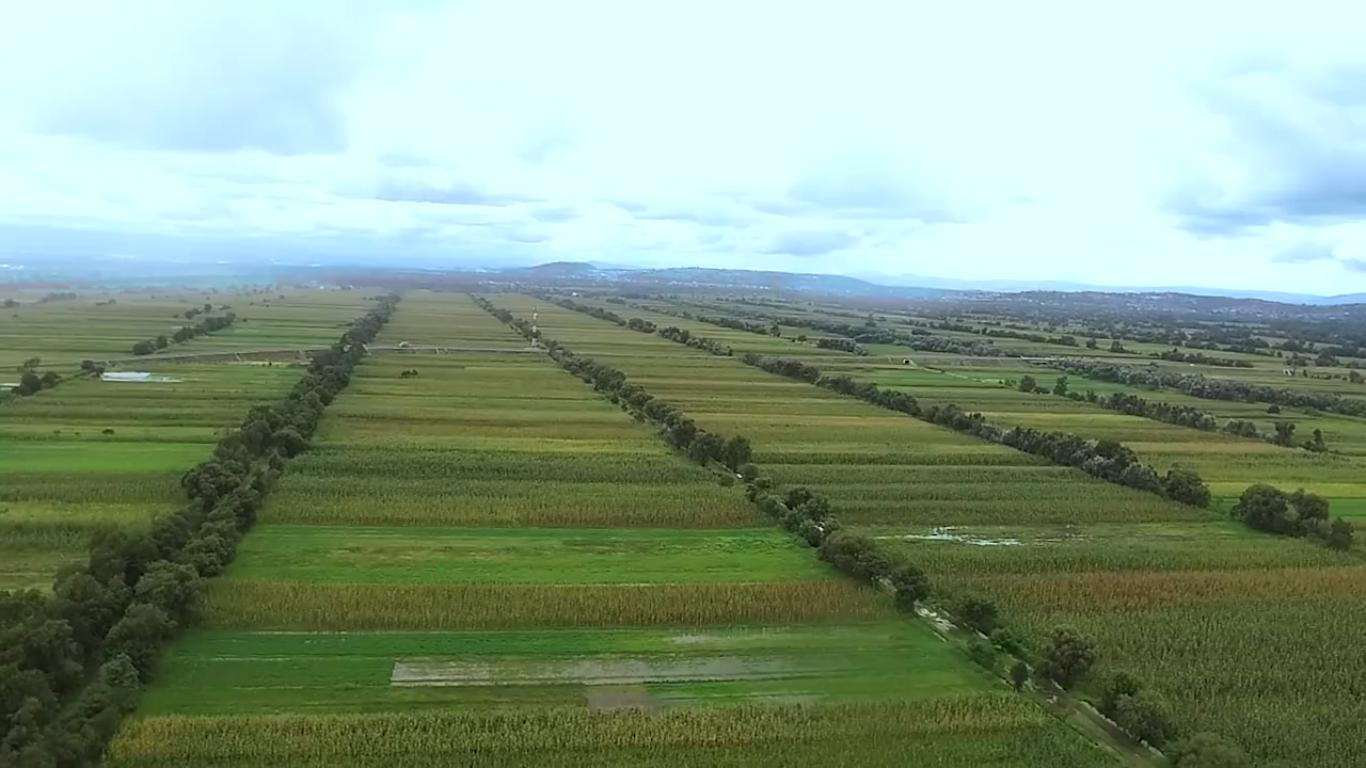
Maíz, el cultivo más tradicional de México.

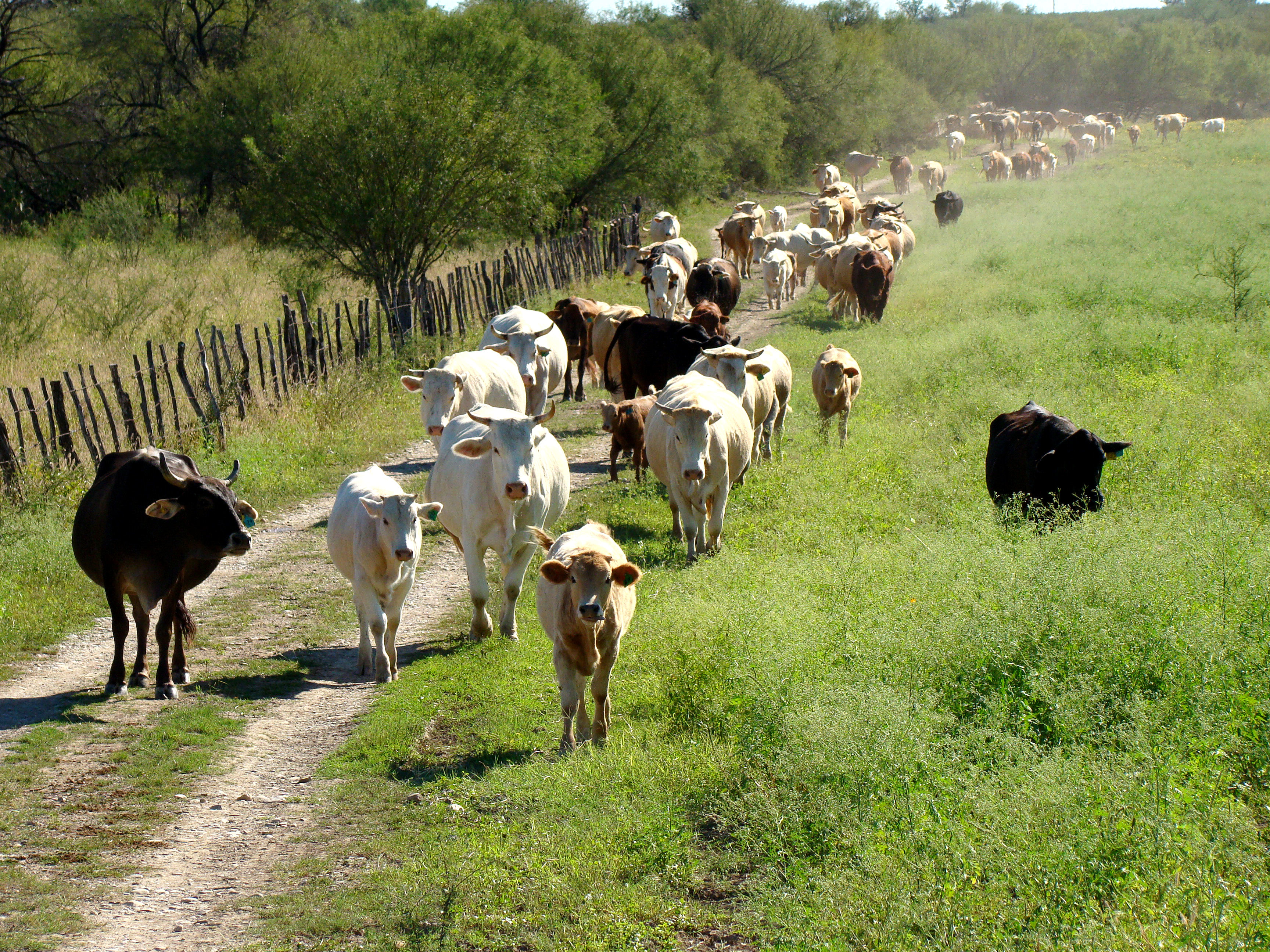
Cría de ganado en México.

Después de la Revolución mexicana, se implementó en México una reforma agraria basada en el artículo 27 de la constitución que incluía la transferencia o distribución gratuita de tierra a los campesinos bajo el concepto del ejido. Este programa se expandió durante la administración de Lázaro Cárdenas durante la década de 1930 y continuó hasta la década de 1960. Esta reforma agraria corporativa, que les garantizaba un medio de subsistencia a los campesinos, también causó la fragmentación de la tierra y falta de inversión en capital, dado que la tierra comunal no podía ser usada como aval. Para incrementar la productividad rural y los estándares de vida, este artículo constitucional sería enmendado en 1992 para permitir la transferencia de los derechos de propiedad de las tierras comunales a los campesinos que las cultivaban. Con la posibilidad de rentar o vender la tierra se abrió una puerta para la posibilidad de la creación de grandes granjas que pudieran aprovechar de las ventajas de la economía de escala. Hoy en día existen granjas altamente mecanizadas en los estados nordoccidentales, como Sinaloa. Sin embargo, la privatización de los ejidos aún se ha llevado a cabo de manera muy lenta en los estados del centro y del sur, donde se necesita mayor ayuda económica para la compra de maquinaria.
Hasta la década de 1990 el gobierno estimulaba la producción de granos básicos, principalmente el maíz y los frijoles estableciendo precios fijos y controlando la importación a través de la Compañía Nacional de Subsistencias Populares (Conasupo). Con la liberalización del comercio, Conasupo fue eliminada gradualmente a la vez que dos nuevos mecanismos fueron implementados: Procampo y Alianza para el Campo. Alianza para el Campo es un sistema de transferencia de ingresos a los campesinos e incentivos para la mecanización y la instalación de sistemas avanzados de riego. Procampo es un subsidio a los campesinos basado en el número de hectáreas de siembra, del cual dependen aproximadamente 3.5 millones de campesinos en el país, es decir, el 64 % de todos los agricultores. El subsidio se incrementó considerablemente durante la administración de Fox, principalmente para ayudar a los productores de maíz blanco y reducir las importaciones de los Estados Unidos. Este programa fue relativamente exitoso, ya que en el 2004 solo 15 % de todas las importaciones del maíz fueron de maíz blanco (el que se utiliza para consumo humano y el que más se produce en México), mientras que el resto fue de maíz amarillo (el que se utiliza para alimentar ganado que casi no se produce en México).
La agricultura, como porcentaje del PIB, ha decrecido constantemente y juega un papel cada vez menor en la economía. El 2009, la agricultura representó tan solo el 4 % del PIB, mientras que en 1980 era el 7 %, y en 1970 el 25 %. Sin embargo, por la estructura de los ejidos, la agricultura aún emplea a un porcentaje alto de la fuerza laboral: 13.7 % el 2005, la mayoría de los cuales cultivan para subsistencia, mientras que en las naciones industrializadas el porcentaje de fuerza laboral en la agricultura es del 2-5 %, la cual es altamente mecanizada.
A pesar de que es un elemento básico en la dieta de los mexicanos, el maíz no es el producto en el que México tiene ventaja comparativa, sino en la horticultura y en la producción de frutas tropicales y verduras. Durante las negociaciones del NAFTA se esperaba que a través de la liberalización y la mecanización de la agricultura, dos terceras partes de los de maíz se incorporarían de forma natural a la producción de la horticultura y de otros cultivos intensos en mano de obra como las frutas, vegetales, nueces, café y la caña de azúcar, o al sector industrial. Sin embargo, aunque la horticultura ha crecido exponencialmente desde que entró en vigor el TLCAN, no ha absorbido a los trabajadores desplazados de la producción de maíz (que se estima fueron 600 000). Incluso, la producción de maíz ha permanecido constante (en veinte productores millones de toneladas métricas anuales), y no ha decrecido, probablemente como resultado del incremento de los subsidios a los agricultores, o a que los negociadores minimizaron la importancia de una tradición milenaria en México: no solo se ha cultivado el maíz en México por milenios, sino que éste se originó en su territorio en tiempos prehispánicos.
México es el mayor productor mundial de aguacate, uno de los cinco principales productores mundiales de pimiento, limón, naranja, mango, papaya, fresa, pomelo, calabaza y espárragos, y uno de los diez productores más grandes del mundo de caña de azúcar, maíz, sorgo, frijol, tomate, coco, piña, melón y arándano azul.
En 2018, México produjo 56.8 millones de toneladas de caña de azúcar (sexto productor mundial), 27.1 millones de toneladas de maíz (octavo productor mundial), 4.7 millones de toneladas de naranja (cuarto productor más grande del mundo), 4.5 millones de toneladas de tomate (noveno productor más grande del mundo), 4.5 millones de toneladas de sorgo (sexto productor más grande del mundo), 3.3 millones de toneladas de ají (segundo mayor productor del mundo), 2.5 millones de toneladas de limón (segundo mayor productor del mundo), 2.2 millones de toneladas de mango (quinto mayor productor en el mundo), 2.1 millones de toneladas de aguacate (mayor productor del mundo), 1.15 millones de toneladas de coco (sexto productor mundial) y un millón de toneladas de papaya (tercer productor más grande del mundo). Además de estos, México también produjo en 2018: 2.9 millones de toneladas de trigo, 2.3 millones de toneladas de plátano, 1.8 millones de toneladas de patata, 1.5 millones de toneladas de cebolla, 1.4 millones de toneladas de sandía, 1.2 millones de toneladas de frijoles, un millón de toneladas de piña, un millón de toneladas de cebada, un millón de toneladas de pepino, 983 000 toneladas de aceite de palma, además de menores rendimientos de otros productos agrícolas.
En la producción de carne de pollo, carne de res y miel, México es uno de los diez mayores productores del mundo. En la producción de carne de cerdo y leche de vaca, México se encuentra entre los quince mayores productores del mundo.

### Industria
El Banco Mundial hace anualmente una lista de los principales países fabricantes por el valor total de la fabricación. Según la lista de 2019, México tenía la duodécima industria más valiosa del mundo (217 800 millones USD).
En 2019, México fue el sexto productor de vehículos más grande del mundo, con casi 4 millones de vehículos producidos. El país también fue el decimoquinto productor de acero más grande del mundo este año. En 2018, fue el cuarto productor mundial de cerveza (a base de cebada).
A causa de los elevados requisitos de componentes del continente norteamericano en la industria automotriz, según las estipulaciones del NAFTA, muchas industrias de autopartes y logística se han instalado en México. Tan solo en Puebla, setenta compañías de autopartes operan en el corredor industrial cercano a Volkswagen, el único productor del New Beetle en el mundo.
Otras industrias importantes de México son Cemex, el tercer conglomerado de cemento más grande del mundo, las industrias de las bebidas, que incluyen al Grupo Modelo, y el conglomerado FEMSA, la segunda embotelladora de Coca-Cola más grande del mundo; la compañía Gruma, el productor de harina y tortilla más grande del mundo con operaciones en China; y otras como Bimbo, Telmex y Televisa. La industria maquiladora se ha convertido en el sector industrial más conocido del comercio de México. La industria maquiladora se ha beneficiado también del TLCAN, ya que el salario real del sector se incrementó 15.5 % desde 1994, aunque el salario real del resto de las industrias no maquiladoras ha crecido con mayor rapidez. Esto no debería ser sorprendente ya que los productos de las maquiladoras fronterizas podían entrar a los Estados Unidos libres de impuestos desde el acuerdo industrial de 1960. Ahora, otros sectores se han beneficiado del libre comercio, y el porcentaje de exportaciones provenientes de estados no fronterizos se ha incrementado en los últimos 5 años, mientras que el porcentaje de exportaciones de la zona maquiladora fronteriza ha decrecido.

### Minería

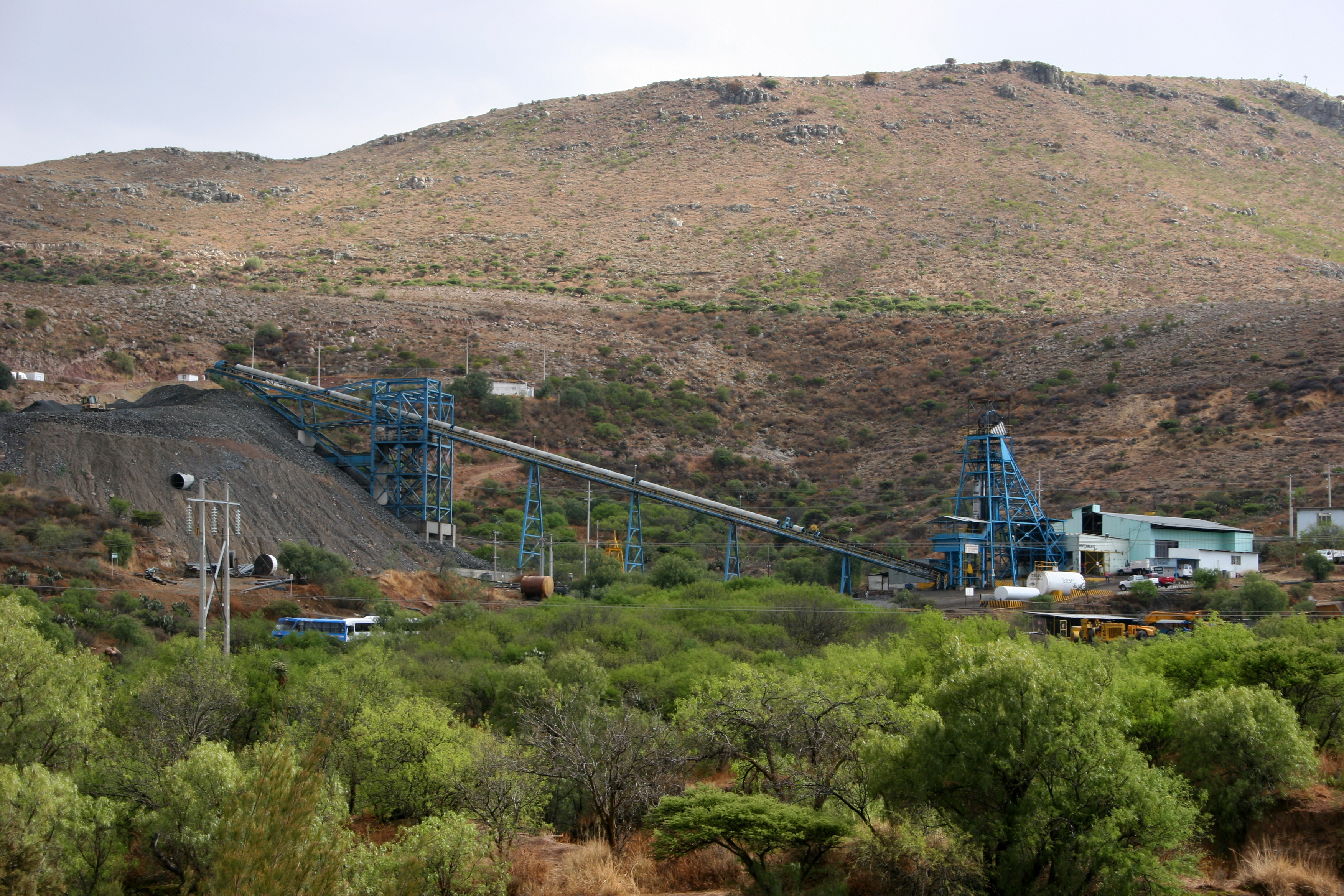
Minería en México.

México es un importante productor de minerales, habiendo sido, en 2019, el mayor productor mundial de plata, el noveno productor mundial de oro, el octavo productor mundial de cobre, el quinto mayor productor de plomo, sexto mayor productor de zinc, quinto mayor productor de molibdeno, tercer mayor productor de mercurio, quinto mayor productor mundial de bismuto, el decimotercer productor mundial de manganeso y el 23.er productor mundial de fosfato. También es el octavo productor mundial de sal.

### Energía y recursos naturales
En 2020, el país fue el decimocuarto productor de petróleo más grande del mundo, extrayendo 1.7 millones de barriles al día. En 2015, México fue el vigésimo primer productor mundial de gas natural. En 2020, México fue el decimocuarto productor de energía eólica del mundo, con 8.1 GW de potencia instalada, y el vigésimo mayor productor de energía solar del mundo, con 5.6 GW de potencia instalada. En 2020 el país se ubicó en la posición diecinueve del mundo en términos de potencia instalada de energía hidroeléctrica (12.6 GW).
Los recursos naturales son «propiedad de la nación» (propiedad pública) constitucionalmente. Por lo tanto, el sector energético es administrado por el gobierno con diferentes grados de inversión privada limitada. México es el quinto productor de petróleo más grande del mundo, produciendo 3.8 millones de barriles diarios. Pemex, la compañía estatal encargada de administrar la exploración, y ventas del petróleo con ventas superiores a los 86 000 millones USD al año, una cifra incluso superior al PIB de algunos de los países de la región, siendo la 2.ª compañía más grande (de cualquier tipo) de Latinoamérica. Sin embargo, la compañía paga impuestos muy elevados (aproximadamente el 62 % de los ingresos, convirtiéndose en una fuente significativa de ingreso para el gobierno). Aunque la industria petrolera todavía es importante en el presupuesto de la nación, su importancia como porcentaje del PIB y de las exportaciones es muy inferior a lo que era en la década de 1980. En 1980 las exportaciones de petróleo representaban el 61.6 % de todas las exportaciones de México; en el 2000 tan solo representaban el 7.3 %.
El sector de los servicios contribuye con el 65 % del PIB y emplea al 62.9 % de la población económicamente activa (est. 2009). Este sector incluye el transporte, comercio, almacenamiento, hoteles y restaurantes, artes y entretenimiento, salud, educación, la banca y las empresas financieras, telecomunicaciones, la administración pública y defensa. El sector de los servicios de México se ha mantenido fuerte convirtiéndose en el segundo sector de servicios más grande de Latinoamérica medido en dólares.
El turismo es una de las industrias más importantes de México relacionada al sector de los servicios. El turismo es la tercera fuente de ingresos para el país, después de la industria automotriz y las remesas, en el 2017 registró ingresos por 21 300 USD. México es el sexto país más visitado del mundo (con casi cuarenta millones de turistas al año).
El sector financiero y bancario es dominado en su mayoría por compañías extranjeras o por fusiones de instituciones mexicanas y extranjeras, con la notable excepción de Banorte. La fusión de Banamex, una de las instituciones financieras más antiguas, con Citigroup fue la adquisición corporativa binacional (EE. UU.-México) más grande de la historia en 12 500 millones de USD. Banamex genera aproximadamente tres veces más ingresos que las dieciséis subsidiarias de Citibank en el resto de Latinoamérica. Sin embargo, la institución financiera más grande del país es Bancomer, asociada a la española BBVA.
El proceso de la consolidación del sector financiero en México ha evolucionado a la par de los esfuerzos de liberalización y la inserción de la economía en los mercados mundiales. El sector financiero es estable, gracias a las adquisiciones y fusiones de instituciones nacionales y la presencia de instituciones extranjeras. Gracias a una estructura reguladora más estricta, el sector se ha recuperado de la crisis de 1994. Los préstamos al sector público y privado están en crecimiento así como las actividades de seguros e hipotecas. No obstante, el crédito bancario representa tan solo el 22 % del PIB, una cifra muy baja, comparada con otras economías pujantes como Chile, donde representa casi el 70 %. Los créditos agrícolas han caído 45.5 % en los últimos seis años (2001-2007) y solo representan el 1 % de los préstamos bancarios, una cifra insuficiente para el desarrollo del sector en México.

## Gobierno y el banco central
El Banco de México es el banco central del país, una institución pública autónoma en su gestión interna cuyo gobernador es designado por el presidente y aprobado por el Congreso de la Unión, delante del cual es responsable. Las funciones del Banco de México están delineadas en el artículo 28 de la constitución mexicana, y se expanden en la Ley Monetaria de los Estados Unidos Mexicanos. El objetivo principal del Banco de México es lograr la estabilidad del poder adquisitivo de la moneda nacional.

### Política cambiaria
Desde 1994 México adoptó un régimen de libre flotación del peso mexicano. Bajo este sistema, el Banco de México no establece el nivel de la paridad fija, aunque emplea mecanismos para acumular reservas internacionales y herramientas para evitar la volatilidad. La comisión encargada de la política cambiaria está formada por seis miembros, tres de la Secretaría de Hacienda y Crédito Público y tres del Banco de México, aunque la Secretaría tiene el voto decisivo.
Desde agosto de 1996 el Banco de México ha iniciado un mecanismo para adquirir reservas internacionales cuando el peso está fuerte, lo cual ha tenido como resultado un elevado nivel de las reservas mejorando así las condiciones para emitir instrumentos de deuda en los mercados internacionales. En marzo de 2006 las reservas internacionales eran de 66 100 millones USD. Desde mayo de 2003 el Banco de México subasta USD mensualmente con el fin de mantener un nivel más moderado, aunque estable, de las reservas que había acumulado y que habían superado los 70 000 millones USD. El Banco de México reportó que al 14 de diciembre de 2018, las Reservas Internacionales de México Ascendieron a 174 081 millones USD.

### Sistema monetario
Tras la crisis económica de 1994, la política monetaria fue renovada, y se decidió que mantener la estabilidad general de precios era la mejor manera para contribuir al crecimiento sostenible del empleo y de la actividad económica. Como resultado, el Banco de México tiene como primer objetivo mantener la estabilidad del poder adquisitivo del peso. El Banco fija una meta de inflación, y de ahí determina la base monetaria necesaria para lograrlo así como la expansión del crédito interno. El banco central también monitorea los indicadores económicos, como la tasa de cambio y las diferencias entre la inflación proyectada y la inflación real, así como los resultados de las encuestas entre diversos especialistas sobre las expectativas inflacionarias, las renovaciones de los contratos de empleo y los precios al productor.
Existe un debate sobre los mecanismos que utiliza México para controlar la inflación. Algunos funcionarios públicos argumentan que México debería implementar un mecanismo que establezca metas en las tasas de interés y no en la inflación directamente, y que se debe eliminar el «corto». El «corto» es un mecanismo que utiliza el banco central para influenciar las tasas de interés indirectamente restringiendo la oferta diaria de dinero circulante. Si el banco central quiere elevar las tasas de interés, incrementa el «corto» o la cantidad restringida. Actualmente, México es el único país de la OCDE que emplea ese sistema.

## Comercio exterior
México es una economía orientada a las exportaciones. Es uno de los países más abiertos al comercio, y una potencia comercial según el valor de las mercancías, y el país con el mayor número de tratados de libre comercio. En 2005, México fue el decimoquinto exportador y el duodécimo importador más grande del mundo, con un incremento del 12 % anual. De hecho, de 1991 a 2005 el comercio mexicano se quintuplicó.
El comercio mexicano está integrado con el de sus socios norteamericanos: casi el 90 % de las exportaciones y el 55 % de las importaciones se dirigen o provienen de los Estados Unidos y el Canadá. A pesar de eso, el TLCAN no ha producido una simple relocalización del comercio. Aunque el comercio con los Estados Unidos se incrementó 183 % de 1993 al 2002 y el de Canadá 165 %, otros tratados comerciales han mostrado resultados aún más significativos: el comercio con Chile creció 285 % (Aunque se ha acrecentado la brecha a casi 2:1 a favor de Chile, el único país de Latinoamérica con el que México tiene una balanza comercial negativa), Costa Rica 528 %, Honduras, 420 % y la Unión Europea 105 % en el mismo periodo.
| Año  | Total      | Exportaciones Petroleras | Exportaciones No Petroleras | % Exportaciones Petroleras | % Exportaciones No Petroleas |
| ---- | ---------- | ------------------------ | --------------------------- | -------------------------- | ---------------------------- |
| 1980 | 15 511.800 | 10 441.300               | 5 070.900                   | 67.31                      | 32.69                        |
| 1981 | 20 102.000 | 14 573.600               | 5 528.300                   | 72.50                      | 27.50                        |
| 1982 | 21 229.600 | 16 477.300               | 4 752.400                   | 77.61                      | 22.39                        |
| 1983 | 22 312.100 | 16 017.000               | 6 294.900                   | 71.79                      | 28.21                        |
| 1984 | 24 195.900 | 16 601.500               | 7 594.600                   | 68.61                      | 31.39                        |
| 1985 | 21 663.800 | 14 766.500               | 6 897.200                   | 68.16                      | 31.84                        |
| 1986 | 16 157.700 | 6 307.300                | 9 850.300                   | 39.04                      | 60.96                        |
| 1987 | 20 494.600 | 8 629.700                | 11 865.100                  | 42.11                      | 57.89                        |
| 1988 | 20 545.900 | 6 711.200                | 13 834.500                  | 32.66                      | 67.33                        |
| 1989 | 22 842.200 | 7 876.000                | 14 966.100                  | 34.48                      | 65.52                        |
| 1990 | 26 838.500 | 10 103.700               | 16 734.900                  | 37.65                      | 62.35                        |

| Año  | Total       | Exportaciones Petroleras | Exportaciones No Petroleras | % Exportaciones Petroleras | % Exportaciones No Petroleas |
| ---- | ----------- | ------------------------ | --------------------------- | -------------------------- | ---------------------------- |
| 1991 | 42 687.700  | 8 166.400                | 34 521.000                  | 16.99                      | 83.00                        |
| 1992 | 46 195.500  | 8 306.600                | 37 889.000                  | 17.98                      | 82.02                        |
| 1993 | 51 885.969  | 7 684.977                | 44 200.992                  | 14.81                      | 85.19                        |
| 1994 | 60 882.199  | 7 619.484                | 53 262.715                  | 12.52                      | 87.48                        |
| 1995 | 79 541.554  | 8 637.823                | 70 903.732                  | 10.86                      | 89.14                        |
| 1996 | 95 999.740  | 11 816.911               | 84 182.829                  | 12.31                      | 87.69                        |
| 1997 | 85 333.107  | 8 491.762                | 76 841.345                  | 9.95                       | 90.05                        |
| 1998 | 117 539.294 | 7 295.765                | 110 243.530                 | 6.21                       | 93.79                        |
| 1999 | 136 361.816 | 9 959.483                | 126 402.334                 | 7.30                       | 92.70                        |
| 2000 | 166 120.737 | 16 124.312               | 149 996.427                 | 9.71                       | 90.29                        |
| 2001 | 158 779.733 | 13 190.963               | 145 588.770                 | 8.31                       | 91.69                        |
| 2002 | 161 045.980 | 14 823.464               | 146 222.517                 | 9.20                       | 90.80                        |
| 2003 | 164 766.436 | 18 597.225               | 146 169.213                 | 11.29                      | 88.71                        |
| 2004 | 187 998.555 | 23 663.079               | 164 335.478                 | 12.59                      | 87.41                        |
| 2005 | 214 232.956 | 31 888.572               | 182 344.385                 | 14.88                      | 85.12                        |
| 2006 | 249 925.144 | 39 016.849               | 210 908.296                 | 15.61                      | 84.39                        |
| 2007 | 271 875.312 | 43 013.838               | 228 861.474                 | 17.87                      | 82.13                        |
| 2008 | 291 342.595 | 50 635.372               | 240 707.223                 | 17.38                      | 82.62                        |
| 2009 | 229 707.486 | 30 882.919               | 198 824.568                 | 13.44                      | 86.56                        |
| 2010 | 298 473.146 | 41 693.416               | 256 779.73                  | 13.97                      | 86.03                        |
| 2011 | 349 375.044 | 56 385.057               | 292 989.987                 | 16.14                      | 83.86                        |
| 2012 | 370 705.784 | 52 891.645               | 317 814.139                 | 14.27                      | 85.73                        |
| 2013 | 380 188.592 | 49 573.576               | 330 615.016                 | 13.04                      | 86.96                        |
| 2014 | 396 911.688 | 42 369.406               | 354 542.282                 | 10.67                      | 89.33                        |
| 2015 | 380 549.593 | 23 099.512               | 357 450.081                 | 6.07                       | 93.93                        |
| 2016 | 373 946.694 | 18 825.051               | 355 121.643                 | 5.03                       | 94.97                        |
| 2017 | 409 401.075 | 23 701.409               | 385 699.666                 | 5.79                       | 94.21                        |

1. ↑  A partir de enero de 1991 en esta serie se incluye el valor de las exportaciones de la Industria Maquiladora de exportación,  que anteriormente se presentaba por separado, por lo cual las cifras no son comparables con las anteriores a esta fecha. Esto se debe a que en la mayoría de los países los registros de comercio exterior tratan de igual manera las importaciones y exportaciones efectuadas por las maquiladoras y las correspondientes al resto de las empresas.

### Importaciones
Los principales socios comerciales desde donde se importan productos hacia México en 2018 fueron Estados Unidos, China, Japón, Alemania y Corea del Sur.
Se presentan a continuación las mercancías de mayor peso en las importaciones de México para el período 2010-hasta julio de 2015. Las cifras están expresadas en dólares estadounidenses valor FOB.

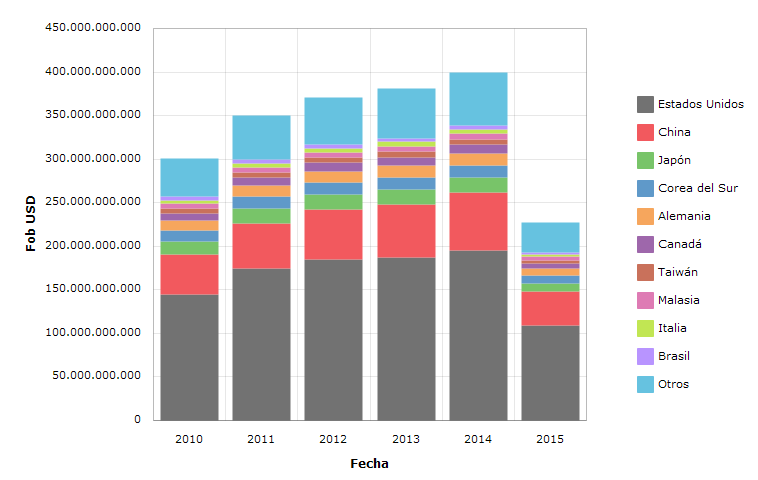
Importaciones de México del periodo 2010-hasta julio de 2015 expresadas en USD valor FOB. [http://trade.nosis.com/es/Comex/Importacion-Exportacion/México/Todas-las-posiciones-arancelarias/MX/00 Fuente

| Fecha Mercadería por capítulo arancelario | 2010            | 2011            | 2012            | 2013            | 2014            | Enero-julio de 2015 |
| --- | --------------- | --------------- | --------------- | --------------- | --------------- | ------------------- |
| 85 - máquinas, aparatos y material eléctrico, y sus partes | 70 869 807 990  | 75 851 897 553  | 77 607 601 342  | 83 696 602 505  | 85 125 845 402  | 47 767 777 733      |
| 84 - calderas, máquinas, aparatos y artefactos mecánicos; partes de estas máquinas o aparatos | 46 786 134 893  | 53 836 196 158  | 60 758 301 339  | 62 449 957 725  | 65 571 169 577  | 39 375 941 969      |
| 87 - vehículos automóviles, tractores, velocípedos y demás vehículos terrestres, sus partes y accesorios                                                                                             | 24 712 230 457  | 28 570 634 790  | 32 426 950 675  | 33 393 763 485  | 35 735 185 668  | 21 167 775 643      |
| 27 - combustibles minerales, aceites minerales y productos de su destilación; materias bituminosas; ceras minerales                                                                                  | 24 057 789 042  | 35 020 909 057  | 33 342 594 986  | 32 909 496 374  | 33 228 756 617  | 15 068 647 853      |
| 39 - plásticos y sus manufacturas | 17 404 500 631  | 18 486 473 833  | 19 835 821 199  | 20 809 737 259  | 22 316 442 922  | 12 979 406 840      |
| 90 - instrumentos y aparatos de óptica, fotografía o cinematografía, de medida, control o precisión; instrumentos y aparatos medicoquirurgicos; partes y accesorios de estos instrumentos o aparatos | 10 203 456 604  | 11 174 534 102  | 11 744 141 154  | 12 406 508 243  | 13 147 292 776  | 8 066 094 328       |
| 29 - productos químicos orgánicos | 7 961 364 490   | 9 594 558 594   | 9 797 075 652   | 10 030 628 080  | 10 226 642 343  | 5 048 439 545       |
| 72 - fundición, hierro y acero | 7 264 043 354   | 8 315 974 224   | 10 151 408 025  | 8 674 437 129   | 9 581 187 060   | 5 638 713 177       |
| 73 - manufacturas de fundición, hierro o acero | 6 622 700 823   | 7 560 396 338   | 8 578 831 498   | 8 858 392 342   | 9 256 395 526   | 5 486 737 590       |
| 98 - reservado para usos particulares por las partes contratantes | 5 555 043 543   | 7 081 942 116   | 6 910 109 668   | 8 257 720 775   | 10 360 084 530  | 6 794 455 058       |
| Demás capítulos | 79 823 271 153  | 95 132 160 308  | 99 343 684 814  | 99 396 881 101  | 105 115 268 791 | 59 886 076 379      |
| Total | 301 260 342 980 | 350 625 677 073 | 370 496 520 352 | 380 884 125 018 | 399 664 271 212 | 227 280 066 115     |

En 2015 México importó 377 000 millones USD, lo que es el 13.º importador más grande en el mundo. Durante los últimos cinco años las importaciones de México han incrementado a una tasa anualizada del 5.6%, de 278 000 millones USD en 2010 a 377 000 millones USD en 2015. Las importaciones más recientes son lideradas por Piezas-Repuestos, que representan el 6.2% de las importaciones totales de México, seguido por Refinado de Petróleo, que representan el 4.89%.
Los principales orígenes de las importaciones de México son los Estados Unidos (188 000 millones USD), China (64 000 millones USD), Japón (15 500 millones USD), Corea del Sur (13 600 millones USD) y Alemania (13 000 millones USD).

### Exportaciones

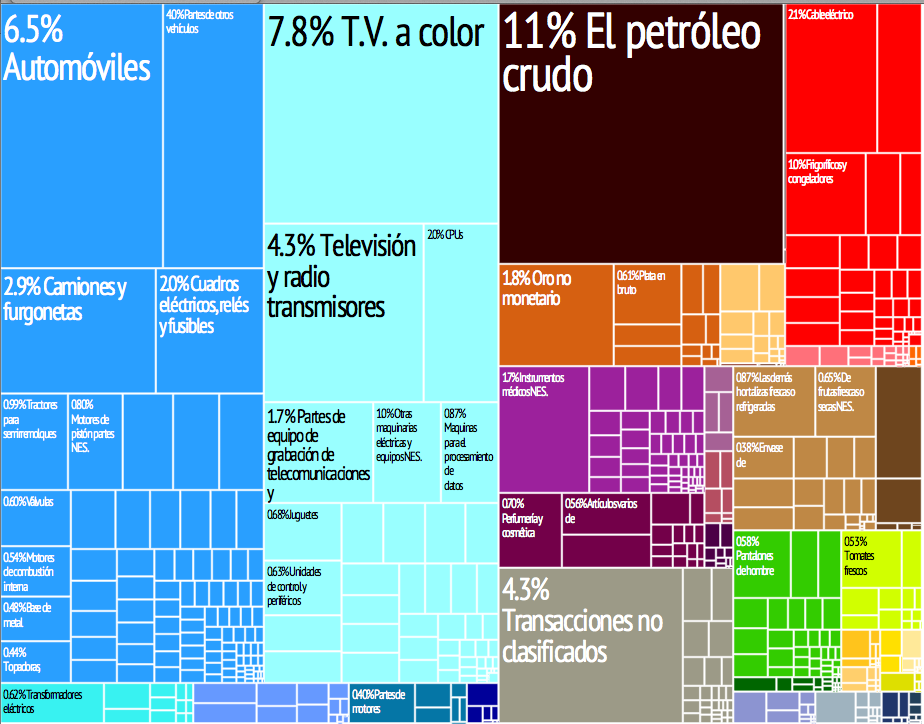
Representación gráfica de los productos de exportación del país en 28 categorías codificadas por color.

En 2020, México fue el 10.º mayor exportador (por exportaciones de mercancías) del mundo (472 000 millones USD), 2.5% del total mundial.
Los principales socios comerciales hacia donde se dirigen las exportaciones mexicanas en 2018 fueron Estados Unidos, Canadá, China, Alemania y Brasil.
Se presentan a continuación los principales socios comerciales de México para el periodo 2010-julio de 2015. La mayoría de sus importadores están en América, Asia y Europa. Las cifras expresadas son en dólares estadounidenses valor FOB.

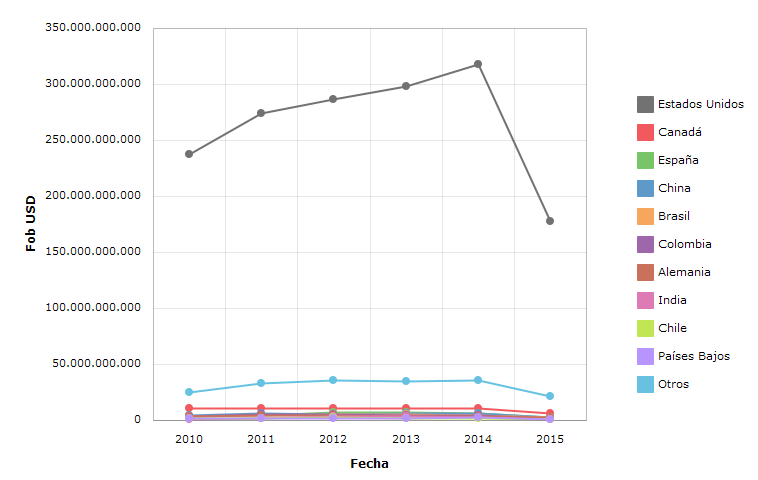
Exportaciones de México del periodo 2010-hasta julio de 2015 expresadas en USD valor FOB. [http://trade.nosis.com/es/Comex/Importacion-Exportacion/México/Todas-las-posiciones-arancelarias/MX/00 Fuente

| Fecha País importador | 2010            | 2011            | 2012            | 2013            | 2014            | Enero-julio de 2015 |
| --------------------- | --------------- | --------------- | --------------- | --------------- | --------------- | ------------------- |
| Estados Unidos        | 237 803 271 623 | 273 800 885 638 | 286 735 417 368 | 298 411 560 489 | 317 563 826 237 | 177 272 095 613     |
| Canadá                | 10 615 972 704  | 10 673 675 714  | 10 939 343 133  | 10 450 725 416  | 10 672 015 834  | 6 267 239 970       |
| España                | 3 678 212 165   | 4 818 595 968   | 7 157 170 837   | 7 316 059 791   | 5 894 787 717   | 2 289 134 817       |
| China                 | 4 198 242 649   | 5 964 783 685   | 5.720.636.954   | 6 464 689 058   | 5 978 590 288   | 2 765 888 817       |
| Brasil                | 3 785 553 395   | 4 891 303 898   | 5 575 052 059   | 5 386 557 483   | 4 739 370 830   | 2 577 454 470       |
| Colombia              | 3 761 565 599   | 5 632 609 661   | 5 592 841 174   | 4 735 274 293   | 4 733 467 031   | 2 064 216 769       |
| Alemania              | 3 573 629 660   | 4 343 082 990   | 4 495 645 145   | 3 795 887 523   | 3 500 792 400   | 2 256 165 526       |
| India                 | 1 008 211 104   | 1 768 293 605   | 3 338 707 824   | 3 524 501 264   | 2 720 592 170   | 1 057 162 436       |
| Chile                 | 1 866 171 446   | 2 071 969 644   | 2 251 545 545   | 2 084 575 661   | 2 147 000 132   | 1 046 770 365       |
| Países Bajos          | 1 837 403 696   | 2 074 887 347   | 1 914 196 543   | 1 576 023 597   | 2 256 656 034   | 1 103 815 005       |
| Resto del mundo       | 25 362 208 734  | 32 598 274 825  | 36 064 170 093  | 35 119 989 621  | 35 958 278 373  | 21 297 952 088      |
| Total                 | 297 490 442 775 | 348 638 362 975 | 369 784 726 675 | 378 865 844 196 | 396 165 377 046 | 219 997 895 876     |

Las principales exportaciones de México son Coches (34 500 millones USD), Piezas-Repuestos (25 600 millones USD), Camiones de reparto (23 200 millones USD), Computadoras (20 900 millones USD) y Petróleo Crudo (19 400 millones USD), de acuerdo a la clasificación del Sistema Harmonizado (HS). Sus principales importaciones son Piezas-Repuestos (23 400 millones USD), Refinado de Petróleo (18 500 millones USD), Circuitos integrados (13 800 millones USD), Computadoras (10 300 millones USD) y Coches (9500 millones USD).
Los principales destinos de las exportaciones de México son los Estados Unidos (291 000 millones USD), Canadá (22 600 millones USD), China (6830 millones USD), Alemania (4740 millones USD) y Japón (4450 millones USD). Los principales orígenes de sus importaciones son los Estados Unidos (188 000 millones USD), China (64 000 millones USD), Japón (15 500 millones USD), Corea del Sur (13 600 millones USD) y Alemania (13 100 millones USD)

### Los tratados de libre comercio de México
México se unió al GATT en 1986 y hoy día es un participante activo y constructivo de la Organización Mundial del Comercio. La administración de Fox promovió la creación del Área de Libre Comercio de las Américas (ALCA) y la ciudad de Puebla fue sede interina de las negociaciones.

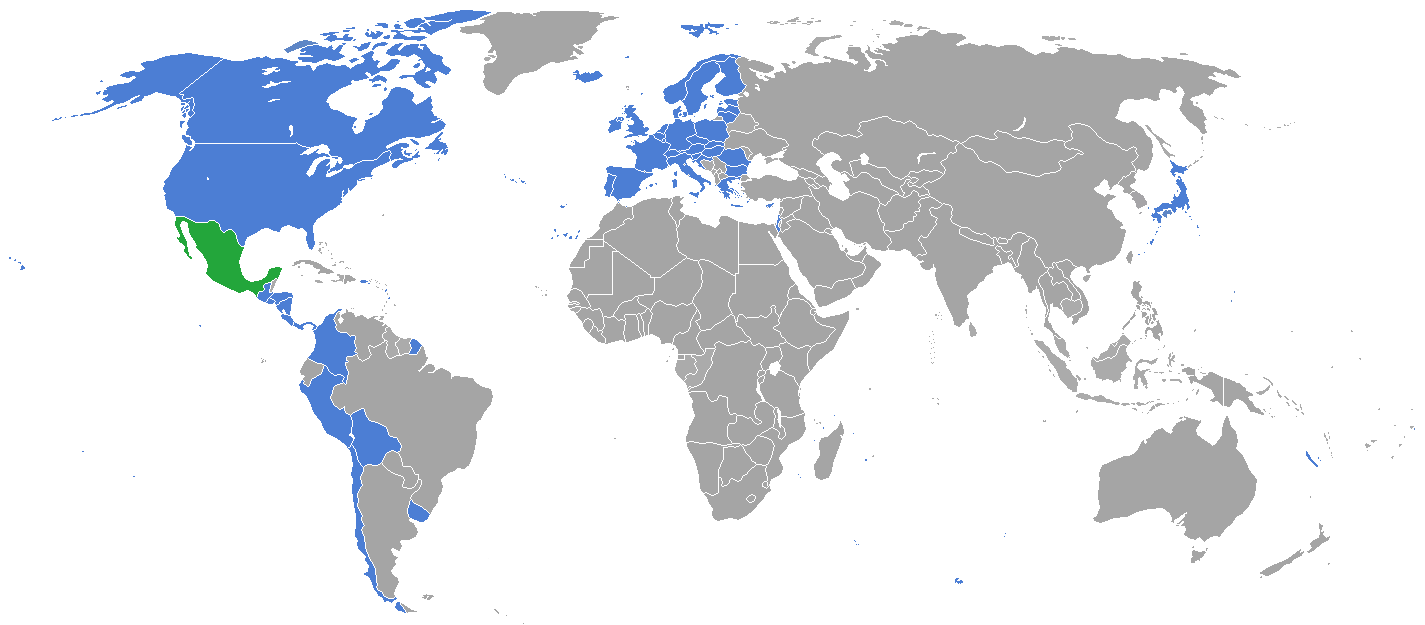
Países con los que México ha firmado un TLC

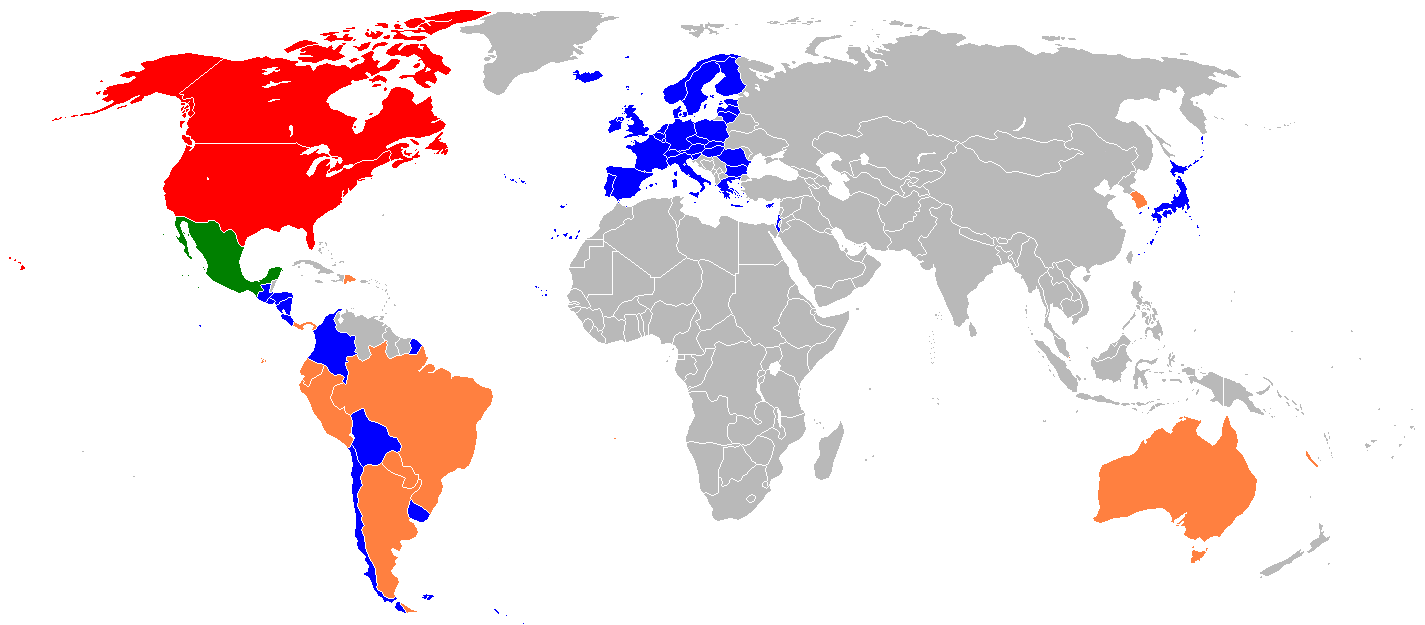
Estados Unidos Mexicanos.
Otros países del T-MEC.
Otros países con los que México tiene un Tratado de Libre Comercio.
Países que han mostrado interés por un tratado comercial con México.

México ha firmado trece tratados de libre comercio (TLC) con cuarenta y tres países:
- Grupo de los tres o G-3 (1995) con Colombia y Venezuela; este último terminó el acuerdo en 2006; México anunció su intención de invitar a Ecuador, Perú o Panamá en su lugar;
- TLC con Costa Rica (1995);
- TLC con Bolivia (1995);
- TLC con Nicaragua (1998);
- TLC con Chile (1999);
- TLC con la Unión Europea (2000);
- TLC con Israel (2000);
- TN (2001), con Guatemala, El Salvador y Honduras;
- AELC, Asociación Europea de Libre Comercio, (2001) con Islandia, Noruega, Liechtenstein y Suiza;
- TLC con Uruguay (2004);
- TLC con Japón (2005);
- TLC con Perú (2012);
- T-MEC (2020) —antes TLCAN (1994)— con los Estados Unidos y Canadá

México es miembro observador del Mercosur y ha mostrado su interés en ser miembro asociado del organismo, iniciando negociaciones para establecer un TLC con Brasil, Argentina y Paraguay. Hasta 2007 existían negociaciones para un TLC con Corea del Sur, Singapur y Perú. Recientemente República Dominicana ha expresado su intención de firmar un Tratado de Libre Comercio con México. El parlamento australiano ha mostrado interés en un TLC con México. Asimismo México es miembro del bloque comercial Alianza del Pacífico.

### TLCAN
El Tratado de Libre Comercio de América del Norte (TLCAN) o más conocido internacionalmente como NAFTA por sus siglas en inglés, es el acuerdo más importante que México ha firmado en términos de la magnitud el comercio recíproco así como por su alcance. A diferencia del resto de los TLC que México ha firmado, el TLCAN es mucho más extenso en ámbito siendo complementado por el Acuerdo de Cooperación Ambiental de América del Norte (NAAEC) y el Acuerdo de Cooperación Laboral de América del Norte (NAALC).

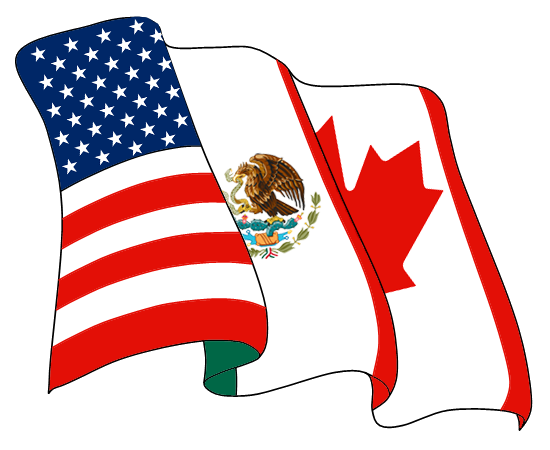
Emblema del TLCAN, una fusión entre las tres banderas de los países miembros.

El NAAEC establece estándares ambientales unificados para los tres países del NAFTA, para evitar que las compañías se mudaran al país que tuviese las regulaciones ambientales más relajadas. El NAAEC, además, estableció tres organismos: la Comisión para la Cooperación Ambiental de América del Norte (NACEC), un mecanismo para discutir sobre temas ambientales trinacionales, el Banco de Desarrollo Norteamericano (NADB), el cual financia los proyectos para la reducción de la contaminación industrial, y la Comisión para la Cooperación Ambiental Fronteriza (BECC). Las dos últimas han financiado 36 proyectos en México relacionados con al contaminación del agua en las regiones fronterizas. Ya que el NAFTA fue complementado con el NAAEC, es considerado el tratado de libre comercio «más verde», aunque siendo pionero en este rubro, no existen parámetros fijos de comparación.
El NAALC creó un fundamento de cooperación entre los tres países para la resolución de problemas laborales y entre los sindicatos y las organizaciones sociales para mejorar las condiciones laborales. Aunque la mayoría de los economistas argumentan que es difícil medir el impacto directo del NAALC en México, la mayoría concuerda que ha logrado una convergencia en los estándares laborales de Norteamérica, pero, dadas sus limitaciones inherentes, no ha producido (ni fue diseñado para producir) una convergencia en tasas de desocupación, productividad ni mucho menos en salarios.
Los beneficios generales del TLCAN han sido cuantificados por diversos economistas cuyos reportes se han publicado en diversas instituciones, como las Lecciones del NAFTA para Latinoamérica y el Caribe, del Banco Mundial, El impacto del TLCAN en Norteamérica, y Evaluando el TLCAN, por el Instituto de Economía Internacional. Los tres estiman que el NAFTA ha sido positivo para México cuyas tasas de pobreza han disminuido y cuyos salarios reales han aumentado, aún considerando la crisis económica de 1994. Sin embargo, todos concuerdan que no ha sido suficiente (o lo suficientemente rápido) para producir una convergencia económica, no ha reducido las tasas de pobreza de manera considerable, ni ha logrado que México experimente tasas de crecimiento elevadas. Algunos han sugerido que para beneficiarse realmente del NAFTA, México debe invertir más en educación e innovación, modernizar la infraestructura y la agricultura, así como el sistema tributario. De igual manera, debe seguir pugnando por una reducción de los elevados subsidios que sus socios norteamericanos destinan a la agricultura y/o elevar los subsidios nacionales a este rubro.
El TLCAN es el bloque comercial más grande del mundo. En relación con la cantidad de comercio realizada entre los tres países, existen pocas disputas comerciales, o relativamente pequeñas en términos monetarios. Las disputas se resuelven en paneles diseñados por el NAFTA o en la OMC. Las disputas más significativas son la libre circulación de transportes de carga de México a los Estados Unidos, conflictos con la producción de azúcar, y la continuidad de algunos embargos en frutas o verduras en las que México tenía ventaja comparativa (como el aguacate y el tomate), la mayoría de los cuales ya han sido eliminados.
En septiembre de 2018, tras 13 meses de negociaciones y múltiples amenazas de los Estados Unidos sobre su salida del acuerdo, se anunció que el tratado de 24 años se mantendrá trilateral, pero cambiará de nombre a T-MEC (USMCA, en EE. UU.) El 10 de diciembre de 2019 se celebró un nuevo protocolo modificatorio al T-MEC. El acuerdo entró en vigor el 1 de julio de 2020.

## México en el contexto internacional
México juega un papel cada vez más relevante en el panorama internacional. El incremento demográfico que paulatinamente vivió durante el siglo pasado, junto con la etapa de industrialización y las recientes mejoras de las comunicaciones e infraestructuras, se han reflejado en la economía nacional hasta el punto de que, a nivel global, México llegó a entrar en el exclusivo grupo de países más ricos del mundo por PIB. No obstante, los indicadores del Banco Mundial dejan entrever que todavía queda mucho margen para la mejora, especialmente en el terreno social, en lo relativo a riqueza per cápita México ocupa el puesto 46.º en las economías con mayor renta per cápita del mundo), y sobre todo, en lo referido a la competitividad global. Según el Foro Económico Mundial, México ocupa en 2011 el puesto 66.º de los países más competitivos. En la siguiente tabla se puede analizar el contexto socioeconómico de México a partir de datos del Banco Mundial, el Fondo Monetario Internacional y el Foro Económico Mundial:
| Indicador                               | Valor | Posición en el mundo                                           | Incremento                                                                                 |
| --------------------------------------- | --- | -------------------------------------------------------------- | ------------------------------------------------------------------------------------------ |
| Producto interior bruto (nominal)       | 1 810 000 (USD) Fuente: Fondo Monetario Internacional (2023)                                                  | Países más ricos del mundo por PIB. Puesto 13.º                | 742 000 000 USD en 2000 (incr: 58.9 % ) Fuente: Ficha de México en el Banco Mundial.       |
| Superficie                              | 1 972 550 km² Fuente: Banco Mundial (2008)                                                                    | Países más extensos del mundo. Puesto 14.º                     | -                                                                                          |
| Población                               | 131 230 000 habitantes Fuente: Fondo Monetario Internacional (2023).                                          | Países más poblados del mundo. Puesto 10.º                     | 98 790 000 habitantes en 2000 (incr: 24.73 %) Fuente: Ficha de México en el Banco Mundial. |
| Emisiones de CO2                        | 4.5 toneladas Fuente: Banco Mundial (2007)                                                                    | Países con mayores emisiones de CO2. Puesto 72.º               | 4.27 toneladas en 2000 (incr: 5.3 % ) Fuente: Ficha de México en el Banco Mundial.         |
| Renta per cápita                        | 13 800 Fuente: Fondo Monetario Internacional (2023)                                                           | Países con mayor Renta Per Cápita. Puesto 46.º                 | 7510 (USD) en 2000 (incr: 40.5 % ) Fuente: Ficha de México en el Banco Mundial.            |
| Tasa de natalidad                       | 1.90 personas Fuente: Banco Mundial (2020)                                                                    | Países con mayor natalidad (niños por mujer). Puesto 111.º     | 2.72 individuos en 2000 (incr: -29.41 % ) Fuente: Ficha de México en el Banco Mundial.     |
| % usuarios Internet                     | 78.6 % Fuente: Instituto Nacional de Estadística y Geografía, Instituto Federal de Telecomunicaciones (2022). | Países con mayor tasa de usuarios de Internet. Puesto 96.º     | 5.16 % en 2000 (incr: 93.44 % ) Fuente: Ficha de México en el Banco Mundial.               |
| Promedio de días para crear una empresa | 13 días Fuente: Banco Mundial (2009)                                                                          | Países más rápidos para montar una empresa. Puesto 52.º        | 58 días en 2003 (incr: -77.6 % ) Fuente: Ficha de México en el Banco Mundial.              |
| Consumo de energía por habitante        | 3260 kWh Fuente: Secretaría de Energía (2018).                                                                | Países con mayor consumo de energía por habitante. Puesto 60.º | 1534 kWh en 2000 (incr: 52.81 % ) Fuente: Ficha de México en Banco Mundial.                |
| Terreno dedicado a agricultura          | 54.9 % Fuente: Banco Mundial (2007)                                                                           | Países con más terreno dedicado a la agricultura. Puesto 55.º  | 55.3 % en 2000 (incr: -0.7 % ) Fuente: Ficha de México en Banco Mundial.                   |
| Potencia eléctrica consumida            | 2036 kWh Fuente: Banco Mundial (2007)                                                                         | Países con más potencia eléctrica consumida. Puesto 69.º       | 1794.61 kWh en 2000 (incr: 13.5 % ) Fuente: Ficha de México en Banco Mundial.              |
| Superficie forestal                     | 667 000 km² Fuente: Comisión Nacional Forestal.                                                               | Países con mayor superficie forestal. Puesto 11.º              | 655 400 km² en 2000 (incr: 1.74 % ) Fuente: Ficha de México en el Banco Mundial.           |
| Carreteras pavimentadas                 | 53.2 % Fuente: Banco Mundial (2007)                                                                           | Países con más carreteras pavimentadas. Puesto 28.º            | 32.8 % en 2000 (incr: 16.5 % ) Fuente: Ficha de México en el Banco Mundial.                |
| Índice de Competitividad Global         | 4.19 unidades Fuente: Foro Económico Mundial (2011)                                                           | Países más competitivos. Puesto 58.º                           | 4.18 unidades en 2007 (incr: 0.3 % ) Fuente: Índice de Competitividad Global en México.    |

## Informalidad laboral total
| Grupo Etario Total | Porcentaje | Año  | Fuente  |
| ------------------ | ---------- | ---- | ------- |
| 15 - 19 años       | 84.9 %     | 2022 | [ 171 ] |
| 20 - 24 años       | 58.8 %     | 2022 | [ 171 ] |
| 25 - 29 años       | 49.3 %     | 2022 | [ 171 ] |
| 30 - 34 años       | 49 %       | 2022 | [ 171 ] |
| 35 - 39 años       | 50.4 %     | 2022 | [ 171 ] |
| 40 - 44 años       | 52.1 %     | 2022 | [ 171 ] |
| 45 - 49 años       | 52.2 %     | 2022 | [ 171 ] |
| 50 - 54 años       | 54.4 %     | 2022 | [ 171 ] |
| 55 - 59 años       | 58.6 %     | 2022 | [ 171 ] |
| 60 - 64 años       | 67 %       | 2022 | [ 171 ] |
| 65+ años           | 80.4 %     | 2022 | [ 171 ] |
| Total              | 56.6 %     | 2022 | [ 171 ] |

## Informalidad laboral en los hombres
| Grupo Etario Hombres | Porcentaje | Año  | Fuente  |
| -------------------- | ---------- | ---- | ------- |
| 15 - 19 años         | 85.4 %     | 2022 | [ 172 ] |
| 20 - 24 años         | 59.4 %     | 2022 | [ 172 ] |
| 25 - 29 años         | 50.3 %     | 2022 | [ 172 ] |
| 30 - 34 años         | 49 %       | 2022 | [ 172 ] |
| 35 - 39 años         | 50.6 %     | 2022 | [ 172 ] |
| 40 - 44 años         | 51.5 %     | 2022 | [ 172 ] |
| 45 - 49 años         | 51.6 %     | 2022 | [ 172 ] |
| 50 - 54 años         | 53.3 %     | 2022 | [ 172 ] |
| 55 - 59 años         | 56.6 %     | 2022 | [ 172 ] |
| 60 - 64 años         | 65.9 %     | 2022 | [ 172 ] |
| 65+ años             | 79.5 %     | 2022 | [ 172 ] |
| Total                | 56.9 %     | 2022 | [ 172 ] |

## Informalidad laboral en las mujeres
| Grupo Etario Mujeres | Porcentaje | Año  | Fuente  |
| -------------------- | ---------- | ---- | ------- |
| 15 - 19 años         | 83.9 %     | 2022 | [ 173 ] |
| 20 - 24 años         | 57.8 %     | 2022 | [ 173 ] |
| 25 - 29 años         | 47.9 %     | 2022 | [ 173 ] |
| 30 - 34 años         | 48.9 %     | 2022 | [ 173 ] |
| 35 - 39 años         | 50.2 %     | 2022 | [ 173 ] |
| 40 - 44 años         | 52.9 %     | 2022 | [ 173 ] |
| 45 - 49 años         | 52.9 %     | 2022 | [ 173 ] |
| 50 - 54 años         | 56.1 %     | 2022 | [ 173 ] |
| 55 - 59 años         | 61.8 %     | 2022 | [ 173 ] |
| 60 - 64 años         | 68.9 %     | 2022 | [ 173 ] |
| 65+ años             | 82.6 %     | 2022 | [ 173 ] |
| Total                | 56.2 %     | 2022 | [ 173 ] |